# Гуцисько (Ряшівський повіт)
Гуцисько (пол. Hucisko) — село в Польщі, у гміні Глогув-Малопольський Ряшівського повіту Підкарпатського воєводства. Населення — 405 осіб (2011).
У 1975-1998 роках село належало до Ряшівського воєводства.

## Демографія
Демографічна структура станом на 31 березня 2011 року:
|          | Загалом | Допрацездатний вік | Працездатний вік | Постпрацездатний вік |
| -------- | ------- | ------------------ | ---------------- | -------------------- |
| Чоловіки | 204     | 43                 | 132              | 29                   |
| Жінки    | 201     | 42                 | 111              | 48                   |
| Разом    | 405     | 85                 | 243              | 77                   |